# Вакано, Альфред Филиппович фон
Альфред Филиппович фон Вакано, Альфред Йозеф Мария фон Вакано (нем. Alfred Josef Maria Ritter von Vacano; 12 мая 1846, Козова, Австрийская империя (ныне Украина) — 24 марта 1929, Тюрниц, Австрия) — австрийский дворянин, купец первой гильдии, пивовар, меценат, основатель Жигулёвского пивоваренного завода в Самаре.

## Биография
Альфред фон Вакано по происхождению австрийский дворянин, сын директора Венгерского королевского межевания Филиппа Вакано и его жены Христины, урождённой баронессы Штединг, родился в 1846 году. Получив соответствующее дворянину первоначальное образование, Альфред фон Вакано окончил затем Коммерческую академию в Вене.
Участвовал в австро-прусской войне 1866 г. Работал на пивоваренных заводах в Чехии, Германии, С.-Петербурге, содержал бюро сбыта машин и механизмов для пивоварения.

### Семья
В мае 1876 года женился на дочери вице-директора Императорского горнозаводства Анне-Марии-Варваре Пернич (Анне Ивановне). В начале 1880 года в его семействе было уже двое малолетних детей: сыновья Вальдемар-Альфред-Густав (Владимир, 1877—1936) и Эрих-Виктор-Иоганн (Эрих, 1879—1959).
Позднее родились Лотар Леопольд (Лотар, 1881—1952), Лео Фридрих Герман (Лев, 1884—1959), Герберт-Иосиф (Герберт, р. 1886), Ольга-Анна (Ольга, р. 1887).

#### Российское подданство
В ноябре 1897 года семейство Вакано направило в канцелярию по принятию прошений на Высочайшее имя прошение о принятии Альфреда фон Вакано, его детей — сыновей Владимира, Эриха, Лотара, Льва, Герберта и дочери Ольги «ныне же в русское подданство с сохранением или даже без сохранения принадлежащих членам семьи прав дворянства». За большие заслуги перед Россией просьба была в конечном счёте удовлетворена. 23 августа 1899 года в Самарском губернском правлении Альфред фон Вакано был приведён к присяге на подданство России с вручением свидетельства о принятии его и детей в русское подданство. Анна Ивановна осталась австрийской подданной и в том же 1899 году уехала в Вену, оставив шестерых детей с отцом; к 1915 году они были разведены.

### Последние годы жизни
С началом Первой мировой войны Альфред фон Вакано по подозрению в шпионаже в пользу Австро-Венгрии был отправлен в ссылку в город Бузулук. При власти Комуча в мае 1918 года дело было прекращено ввиду обнаруженной фальсификации. В октябре 1918 года Вакано получил разрешение на выезд семьи за границу; в конце февраля 1919 года они выехали в Австрию. Там, в городе Тюрнице, он скончался 24 марта 1929 года.

## Предпринимательская деятельность
6 февраля 1880 года Альфред фон Вакано подал в городскую управу Самары прошение, в котором заявил: «Желая устроить в Самаре большой по стоимости и операциям паровой каменный пивоваренный завод, имею честь покорнейше просить… для постройки указанного завода отдать мне в арендное содержание место мерою в 2800 квадратных сажен, где в настоящее время находятся строения бывшего пивоваренного завода Буреева…» Управа пошла ему навстречу.
23 февраля 1881 года предприятие начало варить пиво в России. На заводе работала электростанция, хотя в самом городе подобной ещё не было.
Пивные склады завода находились в 59 городах Поволжья, Урала, Средней Азии, Сибири, пиво поставлялось даже в Персию. Начав с 75 тысяч вёдер в год, Вакано довёл выпуск пива до 2,5 миллиона вёдер. Завод поставлял свою продукцию более чем в 60 городов России.
21 августа 1881 Высочайше утверждён устав «Товарищества Жигулёвского пивоваренного завода в г. Самаре», учреждённого австрийскими подданными М. М. Морицем и дворянином А. Ф. фон Вакано. В декабре 1899 года Товарищество было ликвидировано и 14 декабря 1899 купец А. Ф. фон-Вакано учредил Торговый дом на вере под фирмой «Товарищество Жигулёвского пивоваренного завода А. Вакано и Ко», к которому перешёл Жигулёвский завод.
В 1908 году Товариществом был основан пивоваренный завод близ Баку.
После революции, 12 февраля 1918 года Жигулёвский завод был национализирован. Неоднократные просьбы вернуть хотя бы часть отобранного при реквизициях имущества ни к чему не приводили. Последний отказ был датирован июнем 1919 года.
В советское время Жигулёвский завод был одним из крупнейших пивоваренных заводов СССР; сейчас известен как ОАО «Жигулёвское пиво». Завод в Баку также работал в советское время (пивзавод Баку Зых), выпуская пиво до 1978 года.

## Общественная деятельность
В 1902 году Вакано подарил под детский сад для бездомных и сирот большой земельный участок вблизи Молоканского сада, у губернской земской больницы, принимал живое участие в работе губернского комитета по фабричным и горнозаводским делам присутствия, будучи его членом и представляя в нём интересы местных фабрикантов и заводчиков, являлся многолетним бессменным членом местного управления Российского общества Красного Креста, гласным Самарской городской думы, возглавлял ремесленный приют-училище, входил в состав попечительского совета частной женской гимназии Харитоновой и губернского Алексеевского комитета по призрению детей лиц, погибших в войну с Японией, состоял членом Самарского отделения попечительства императрицы Марии Александровны о слепых и других учреждений. В 1914 году вошёл на правах члена-учредителя в состав губернской ученой архивной комиссии.
Был награждён медалью «За усердие» на Станиславовской ленте и медалью Красного Креста.

### Больница Альфреда Вакано
7 августа 1914 года Альфред Филиппович обратился в Самарскую городскую думу с письмом:

«Считая долгом гражданина не остаться безучастным к тем испытаниям, которые переживает Россия, имею честь представить в распоряжение Городского общественного самоуправления на цели содержания и лечения раненых в боях русских воинов новую, вполне оборудованную больницу в 30—35 коек, находящуюся в г. Самаре на углу Николаевской и Хлебной улиц в доме Товарищества Жигулёвского пивоваренного завода, причём в течение всей войны я принимаю на себя обязанность содержания и лечения поступающих туда раненых».

Большинством голосов гласных Думы Альфреду Вакано была выражена благодарность. Однако гласный Евгений Зубчанинов и некоторые другие стали настаивать на новом, закрытом, голосовании по этому вопросу. Предложение Зубчанинова было отклонено и решение о выражении благодарности Вакано осталось в силе.
Тем не менее, в 1917 году Зубчанинов сообщил гласным думы, что Альфред Вакано, высланный два года назад из Самары по обвинению в шпионаже, арестован в Бузулуке и новой властью. Он попрекнул своих коллег за то, что они в самом начале войны против Германии приняли от такого человека дар в 36 тысяч рублей.